# Municipio de Pleasant Grove (Illinois)
El municipio de Pleasant Grove (en inglés: Pleasant Grove Township) es un municipio ubicado en el condado de Coles en el estado estadounidense de Illinois. 

## Geografía
Según la Oficina del Censo de los Estados Unidos, el municipio tiene una superficie total de 107.88 km², de la cual 107.85 km² corresponden a tierra firme y (0.02%) 0.02 km² es agua.

## Demografía
Según el censo de 2010,había 1327 personas residiendo en el municipio de Pleasant Grove. La densidad de población era de 12,3 hab./km². De los 1327 habitantes, el municipio de Pleasant Grove estaba compuesto por el 97.21% blancos, el 0.23% eran afroamericanos, el 0.15% eran amerindios, el 0.9% eran asiáticos, el 0.08% eran isleños del Pacífico, el 0.08% eran de otras razas y el 1.36% pertenecían a dos o más razas. Del total de la población el 0.98% eran hispanos o latinos de cualquier raza.
Para el censo del año 2020, la población descendió a 1227 habitantes, de los cuales 1 era amerindio, 11 asiáticos, 5 afroamericanos, 13 hispanos o latinos, 1144 blancos, 7 de otra raza y 59 de dos o más razas.